# 永久形式誹謗法令
永久形式誹謗法令是一種法令簡稱，曾用於英國有關永久形式誹謗（包括刑事永久形式誹謗）的法例。
具有這一簡稱的法令草案在國會通過期間稱為永久形式誹謗法案（Libel Bill）。
《永久形式誹謗法令》（Libel Acts）是具有該簡稱的法例或所有有關永久形式誹謗的法例的合稱。

## 列表

### 英國
- 《1792年永久形式誹謗法令（英语：Libel Act 1792）》（32 Geo.3 c.60）
- 《1819年刑事永久形式誹謗法令》（60 Geo.3 & 1 Geo.4 c.8）
- 《1843年永久形式誹謗法令（英语：Libel Act 1843）》（6 & 7 Vict. c.96）
- 《1845年永久形式誹謗法令》（8 & 9 Vict. c.75）
- 《1881年報章永久形式誹謗及註冊法令（英语：Newspaper Libel and Registration Act 1881）》（44 & 45 Vict. c.60）
- 《1888年永久形式誹謗法律修訂法令（英语：Law of Libel Amendment Act 1888）》（51 & 52 Vict c.64）